# Jean Bauwens
Jean H. G. Bauwens (* 12. Februar 1892; † unbekannt) war ein belgischer Ruderer.

## Biografie
Jean Bauwens nahm an den Olympischen Sommerspielen 1928 zusammen mit Maurice Delplanck, Theo Wambeke, Alphonse De Wette und Charles Van Son in der Vierer mit Steuermann-Regatta teil. Die Crew schied im Viertelfinale aus.